# Pleps
Pleps was een Nederlandse poprockgroep uit Utrecht. De band werd in 1981 opgericht en was vooral bekend van hun hit  'k Wis nie dat je kwaad werd. De groep zong met een plat Utrechts accent en kwam voort uit een eerdere groep genaamd Fools Paradise. Pleps ging in 1984 uit elkaar.

## Discografie

### Albums
| Album met eventuele hitnotering(en) in de Nederlandse Album Top 100 | Datum van verschijnen | Datum van binnenkomst | Hoogste positie | Aantal weken | Opmerkingen |
| ------------------------------------------------------------------- | --------------------- | --------------------- | --------------- | ------------ | ----------- |
| Komp bij Utreg                                                      | 1983                  | -                     | -               | -            | -           |

### Singles
| Single met eventuele hitnotering(en) in de Nederlandse Top 40   | Datum van verschijnen | Datum van binnenkomst | Hoogste positie | Aantal weken | Opmerkingen |
| --------------------------------------------------------------- | --------------------- | --------------------- | --------------- | ------------ | ----------- |
| Z'is Te Maf, Ma / Tante Door                                    | 1981                  | -                     | -               | -            | 7"          |
| Bertus, Kom Naar Buiten / Zat Ik Maar Op Hoog Catharijne        | 1982                  | -                     | -               | -            | 7"          |
| 'K Wis Niet Dat Je Kwaad Werd / Leg Nou Niet Te Dolle Piet      | 1982                  | 2-10-1982             | 21              | 6            | 7"          |
| Wijfie Dat Ken Je Niet Maken / Op Een Ouwe Fiets Moet Je'T Lere | 1983                  | -                     | -               | -            | 7"          |
| Jochie Jochie / Hannie                                          | 1983                  | -                     | -               | -            | 7"          |